# 台湾のビール

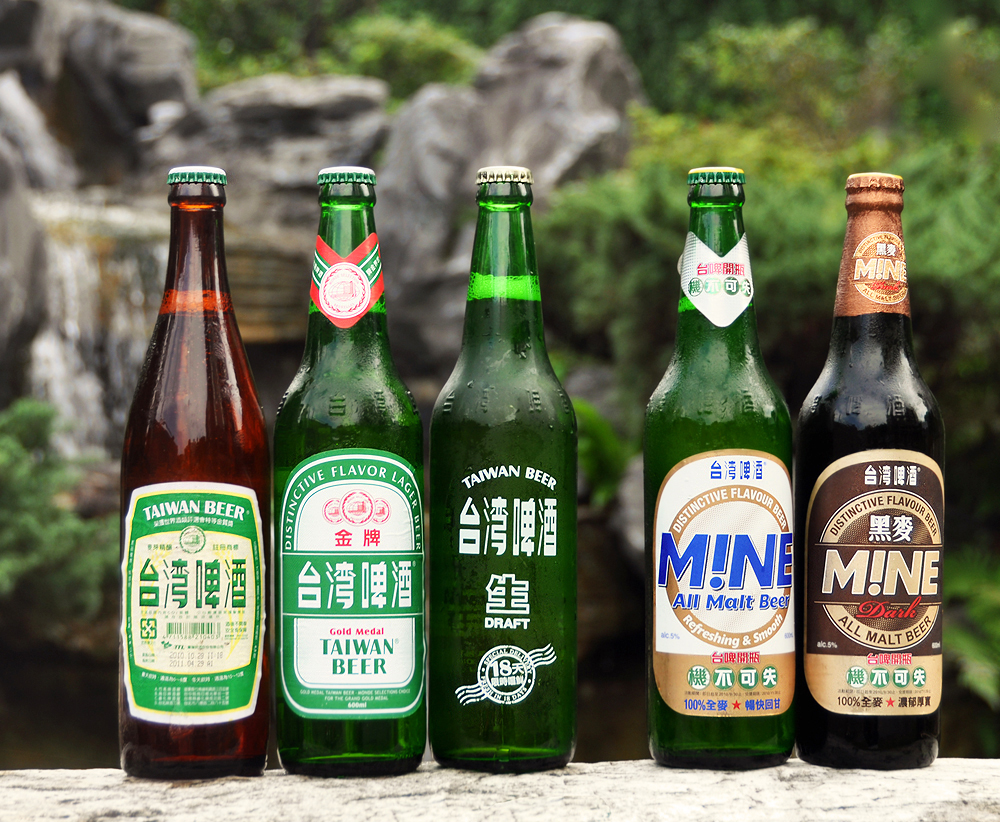
台湾ビールは、台湾で最も有名なビールブランドのひとつである

台湾のビール（たいわんのビール）では、中華民国（台湾）で製造および輸入されるビールの概要について記す。

## 概要
台湾のビールは、自由貿易となった2002年まで、台湾省専売局による専売品のみ流通していた。
最初のビールの独占は、1922年から1946年まで、日本による台湾の統治時代の高砂麦酒によるものであった。高砂麦酒は明るいまたは暗い品種で醸造され、内地のビールと時折競合した。
1946年、後継の台湾ビールは、支配政党の中国国民党の規制の下で専売品として残った。台湾は1990年代に近代多民主制の時代に入り、2002年に世界貿易機関（WTO）に加盟し、政府の台湾タバコ酒類公売局による台湾ビールの独占権を放棄した。
台湾のビール市場の自由化後、以下のようなクラフトビールや普通ビールの醸造所が設立し始めた。
- Le Ble d'Or (金色三麦)
- Jolly Brewery + Restaurant (卓莉手工醸啤酒泰食餐庁)
- North Taiwan Brewing (北台灣麦酒)
- Long Chuan Beer (竜泉啤酒)

主要な国内ブランドは、2002年に台湾省専売局を引き継いだ台湾菸酒公司（TTL）が醸造した台湾ビールのままである。台湾ビールは主に国内で販売されているが、ビール醸造所は海外の台湾人に輸出するためのビールも製造している。

## 経済規模
台湾の国内ビール生産量は、2008年は年間4億リットル以上であり、地方でかなりの量が消費されている。台湾では、地元のビール生産量がビール総消費量の80％以上を占めている。国内生産されたビールの一部は輸出されている。

### 市場シェア

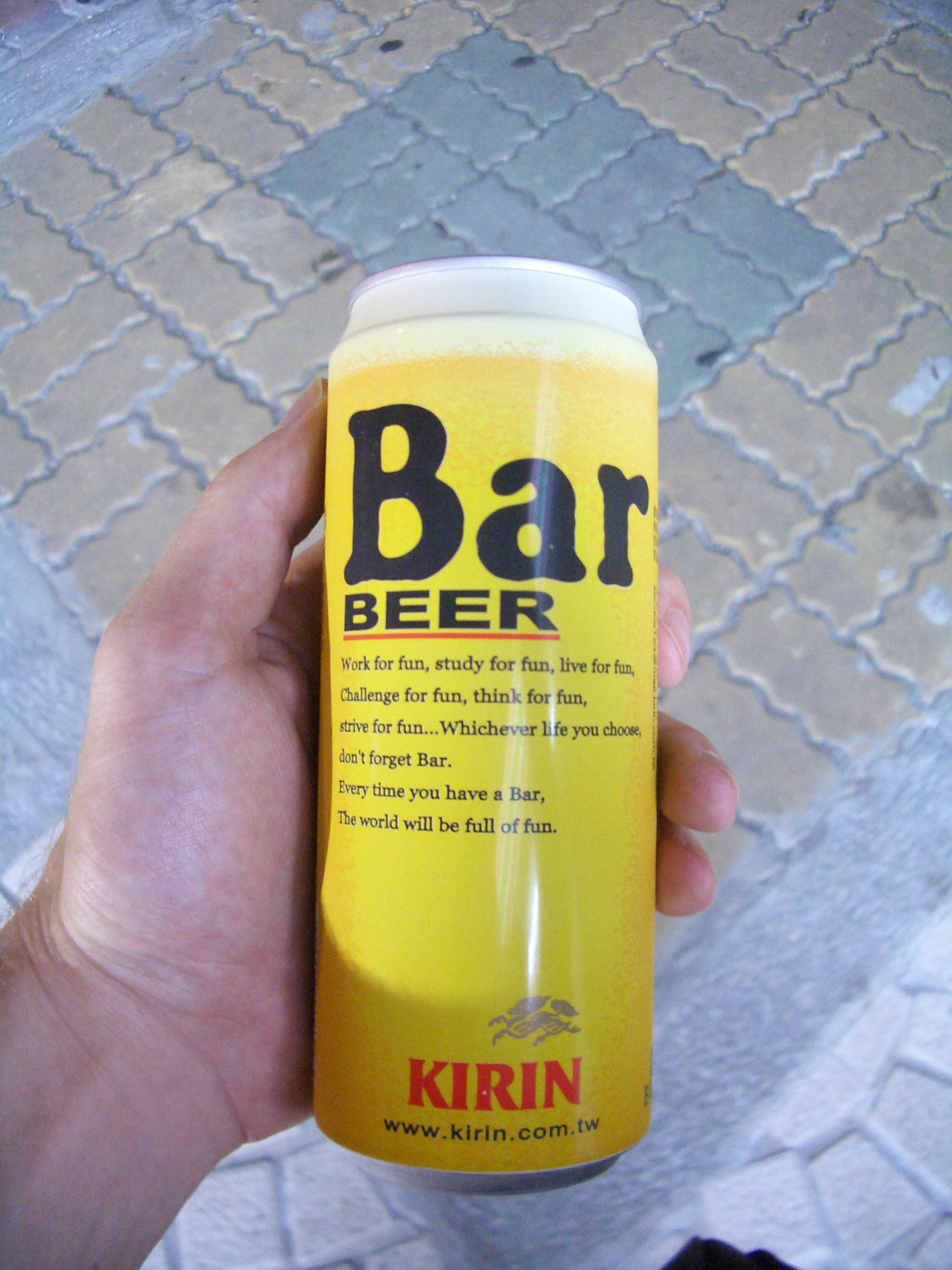
Barビール キリンが販売する低価格帯ビール

1987年までは台湾菸酒公司がビールの専売を行っていたため、台湾菸酒公司のシェアが100パーセントである。
その後、台湾菸酒公司のシェアは低下していき、2010年時点では75パーセントとなっている。残る25パーセントのシェアは台湾国外のブランドビールとなるが、ハイネケンが13.5パーセント、キリンが6パーセント、青島ビールが3パーセントから4パーセントとなっている。
ハイネケンは、量販店では最も高い価格設定になっており、なおかつ単一銘柄しか販売していないにもかかわらず、トップシェアとなっている。低価格帯のビール銘柄は台湾菸酒公司の台湾ビールをはじめ、青島ビール、キリン、アサヒビール、サッポロビールからも販売されているが、いずれも台湾メーカーによる代理生産か中国生産のビールである。
また、低価格帯のビールであっても、台湾のマクドナルドでの20分間の労働分の価格であるため、台湾人にとってビールは安価な飲み物ではない。

## ビール戦争
中国との貿易紛争は、「ビール戦争」として地元で知られているものにつながった。
2002年に台湾と中華人民共和国が同時に世界貿易機関（WTO）に加盟した。
2004年の台湾の450億台湾ドル（13億米ドル）のビール市場のうち、外国のラベルはわずか18%を占めていた。台湾ビールは残りの82%を占めていた。2年後、中華人民共和国は台湾ビールの輸入を禁止した。公式な理由では、商業製品における郡名または地域名の使用を禁止する法律を引用している。しかし、中国の青島ビールをはじめ、すでに山東省の都市に指定されているような名前の中国製品があるため、台湾ではこの議論はほとんど説得力がなかった。この動きは多くの台湾人が、台湾が商標権を認めていることを否定し、中国が約束した自由貿易を阻止しようとする試みである、と解釈した。その後、中国からのビールの不買運動が起きた。国際的な報道で広く報道されたこの論争は、台湾ビールブランドの認知度の向上につながった。